# ولسوالی سیدآباد
سیدآباد یکی از ولسوالی‌های ولایت میدان وردک در خاور افغانستان است. جمعیت آن در سال ۲۰۰۶ میلادی، ۱۴۷۹۳ نفر اعلام شده‌است.

## منبع‌ها
1. ↑   «جمعیت‌شناسی و جمعیت ولایت میدان وردک» (PDF). هیئت معاونیت ملل متحد در افغانستان. وزارت احیا و انکشاف دهات افغانستان. دریافت‌شده در ۱۲-۱۲-۱۳۹۰. تاریخ وارد شده در |تاریخ بازدید= را بررسی کنید (کمک)